# 奥繁三郎
奥 繁三郎（おく しげさぶろう、文久元年6月25日（1861年8月1日） - 大正13年（1924年）9月8日）は、京都府出身の明治、大正時代の政治家。衆議院議長。関西法律学校（現・関西大学）卒。

## 経歴
山城国綴喜郡八幡（現・京都府八幡市）で、代々石清水八幡宮神官の奥家、季次の長男として生まれる。
1879年（明治12年）、京都府師範学校を卒業。小学校訓導兼校長を務めた。関西法律学校在学中に代言人試験に合格後、1888年に京都府会議員となる。
1898年3月、第5回衆議院議員総選挙に京都府第4区から出馬し衆議院議員に初当選。1901年12月、第6回総選挙京都府第4区選出の喜多川孝経の辞職に伴う補欠として当選。以後、第7回から第11回及び第14回総選挙で当選し、衆議を通算8期務めた。
1914年、衆議院議長就任。
その他、京都ガス、京津電軌の設立にも尽力。立憲政友会では、幹事、協議員、院内総務、幹事長、相談役などを務めた。

## 栄典
- 1916年（大正5年）4月1日 - 勲二等旭日重光章[6]

## 親族
- 長男 奥主一郎（実業家・貴族院多額納税者議員・参議院議員）[3][5]